# Agrilus flohri
Agrilus flohri es una especie de insecto del género Agrilus, familia Buprestidae, orden Coleoptera. Fue descrita científicamente por Waterhouse, 1890.
Se encuentra en Arizona y México. No se conocen sus huéspedes.